# Natalja Sergejewna Lebedewa
Natalja Sergejewna Lebedewa (russisch Наталья Сергеевна Лебедева; * 1939) ist eine sowjetische bzw. russische Historikerin.

## Leben
Lebedewas Eltern waren der Elektroingenieur Sergei Lebedew und die Cellistin Alissa Grigorjewna Steinberg (1911–1979). Lebedewas Onkel Mark Abramowitsch Blumenfeld (1903–1937) war Ökonom und Trotzkist und wurde während des Großen Terrors erschossen. Die Familie Lebedew lebte in den 1930er Jahren in Blumenfelds Wohnung, wie sich Blumenfelds Lagergenosse Warlam Schalamow erinnerte.
Lebedewa schloss 1962 das Studium am Moskauer Staatlichen Historisch-Archäologischen Institut mit Auszeichnung ab.
Darauf arbeitete Lebedewa im Institut für Geschichte der Akademie der Wissenschaften der UdSSR (AN-SSSR, seit 1991 Russische Akademie der Wissenschaften (RAN)) und ab 1967 in dem aus dem Institut für Geschichte entstandenen Institut für Allgemeine Geschichte der AN-SSSR. 1970 verteidigte sie ihre Dissertation über die Vorgeschichte der Nürnberger Prozesse mit Erfolg für die Promotion zur Kandidatin der historischen Wissenschaften.
Lebedewa wurde wissenschaftliche Hauptmitarbeiterin des Instituts für Allgemeine Geschichte. Ihre Forschungsschwerpunkte wurden der Zweite Weltkrieg, die Nürnberger Prozesse und das Massaker von Katyn. Sie wurde 1996 an der Universität Łódź zum Dr. habil. für allgemeine Geschichte habilitiert.

## Ehrungen, Preise
- Komturkreuz des Verdienstordens der Republik Polen
- Medaille der polnischen Kommission für Volksbildung